# Marianowo (gemeente)
De gemeente Marianowo maakt deel uit van powiat Stargardzki. Aangrenzende gemeenten:
- Chociwel, Dobrzany, Stara Dąbrowa, Stargard Szczeciński (miejska) Stargard Szczeciński (wiejska) en Suchań (powiat Stargardzki)

De zetel van de gemeente is in het dorp Marianowo.

De gemeente beslaat 6,7% van de totale oppervlakte van de powiat.

## Demografie
Stand op 30 juni 2004:
| Omschrijving                   | Totaal | Totaal | Vrouwen | Vrouwen | Mannen | Mannen |
| ------------------------------ | ------ | ------ | ------- | ------- | ------ | ------ |
| eenheid                        | aantal | %      | aantal  | %       | aantal | %      |
| inwoners                       | 3142   | 100    | 1604    | 51,1    | 1538   | 48,9   |
| bevolkingsdichtheid (inw./km²) | 30,9   | 30,9   | 15,8    | 15,8    | 15,1   | 15,1   |

De gemeente heeft 2,6% van het aantal inwoners van de powiat. In 2002 bedroeg het gemiddelde inkomen per inwoner 1418,55 zł.

## Plaatsen
- Marianowo (Duits. Marienfließ, dorp)

Sołectwo:
- Czarnkowo, Dalewo, Dzwonowo, Gogolewo, Sulino, Trąbki en Wiechowo

Overige plaatsen: Kępy, Krzywiec, Mariankowo, Trąbki Małe.